# Baby if,
「Baby if,」（ベイビー イフ）は、2001年6月6日にリリースされたFayrayの9thシングル。発売元はアンティノスレコード。

## 収録曲
1. Baby if,
  - 作詞・作曲：Fayray、編曲：佐橋佳幸
2. Big Spender
  - 作詞：ドロシー・フィールズ、作曲：サイ・コールマン、編曲：山本拓夫

シャーリー・バッシーの同曲のカバー。
3. Baby if,（Toshihiko Mori "Down To Step" Mix）
  - 作詞・作曲：Fayray、編曲：森俊彦

## 参加ミュージシャン
Baby if,
- 佐橋佳幸：Guitar
- 斎藤有太：Keyboards
- 富倉安生：Bass
- 青山純：Drums
- 石川鉄男：Programming & Sampling
- 金原千恵子ストリングス：Strings

Big Spender
- 山本拓夫：Baritone Sax
- 斎藤有太：Acoustic Piano
- 納浩一：Upright Bass
- 村石雅行：Drums & Timpani
- 西村浩二・木幡光邦・河東伸夫・工藤正和：Trumpet
- 広原正典・辻冬樹・片岡雄三：Trombone
- 山城純子：Bass Trombone
- 吉田治・渕野繁雄：Alto Saxophone
- 包国充・竹野昌邦：Tenor Saxophone

## タイアップ
- 日本テレビ系ドラマ『明日があるさ』挿入歌（#1）
- 日本テレビ系「AX MUSIC-FACTORY」AX POWER PLAY（#1）

## テレビ出演
Baby if,
- 2001年6月5日 日本テレビ系「AX MUSIC-FACTORY」
- 2001年6月15日 日本テレビ系「FUN」
- 2001年6月17日 フジテレビ系「HEY!HEY!HEY! MUSIC CHAMP」
- 2001年6月30日 日本テレビ系ドラマ『明日があるさ』最終話

## カバー
| リリース       | アーティスト | 収録作品                  | 備考 |
| -------------- | ------------ | ------------------------- | ---- |
| 2021年12月22日 | 中島美嘉     | MESSAGE ～Piano & Voice～ |      |